# التمارکیسچ هول
التمارکیسچ هول (به آلمانی: Altmärkische Höhe) یک شهر در آلمان است که در زاکسن-آنهالت واقع شده‌است.

## خصوصیات
التمارکیسچ هول ۹۸٫۹۱ کیلومترمربع مساحت دارد ۳۲ متر بالاتر از سطح دریا واقع شده‌است.